# Diecezja Makurdi
Diecezja  Makurdi – diecezja rzymskokatolicka  w Nigerii. Powstała w 1934 jako prefektura apostolska Benue. W 1950 przemianowna na prefekturę Oturkpo. Pdniesiona do rangi diecezji w 1959. Pod obecną nazwą od 1960.

## Biskupi ordynariusze
- Prefekci apostolscy Benue
  - O. Giuseppe Kirsten, C.S.Sp. (1937– 1947)
- Biskupi Oturkpo
  - Bp James Hagan, C.S.Sp. (1948 – 1960)
- Biskupi diecezjalni
  - Bp James Hagan, C.S.Sp. (1960– 1966)
  - Bp Donal Joseph Murray, C.S.Sp. (1968 – 1989)
  - Bp Athanasius Usuh (1989 – 2015)
  - Bp Wilfred Anagbe (od 2015)